# Giovanni Paolo Pannini
Giovanni Paolo Pannini (o Panini; Piacenza, 17 giugno 1691 – Roma, 21 ottobre 1765) è stato un pittore, architetto e scenografo italiano.

## Biografia
Nacque da Francesco Pannini e Rosa Belli, secondogenito, dopo il fratello Giovanni Paolo Giuseppe, morto nel 1688, di sette figli. Il padre del pittore, nativo di Cabriolo, nel 1687, aveva ereditato dal suocero Paolo Belli la spezieria della famiglia materna, due settimane prima del suo matrimonio con la futura moglie. Lo stesso pittore, per breve tempo, nel 1744, gestì la spezieria, poi ceduta ad altri.
Da giovane Panini studiò a Piacenza come scenografo teatrale. Si recò a Roma nel 1711 dove studiò disegno con Benedetto Luti e divenne famoso come decoratore di palazzi, compresa villa Patrizi (1718-1725) e Palazzo de Carolis (1720).
Come pittore, Panini è più conosciuto per le sue vedute di Roma; si interessò in particolare delle antichità della città, diventando uno dei grandi maestri del Grand Tour. Fra i suoi lavori più famosi c'è l'interno del Pantheon e le sue "vedute", dipinti di gallerie di quadri che a loro volta contengono viste di Roma. La sua tela Capriccio con il Colosseo è conservata al Museo civico Amedeo Lia a La Spezia.
Nel 1718 Panini fu ammesso alla Congregazione dei Virtuosi al Pantheon. Insegnò a Roma all' Accademia di San Luca dal 1719 e all'Académie de France dal 1732; tra i suoi allievi, Hubert Robert e Jean-Honoré Fragonard. 
Nel 1737, Baldassarre Erba Odescalchi commissionò a Pannini la decorazione della nuova galleria della sua Villa Tuscolana (l'attuale Villa Grazioli): l'artista raffigurò sulle pareti Apollo e Diana, le Allegorie delle Stagioni e le Allegorie dei quattro continenti, e nella volta gli stemmi Odescalchi (l’aquila, il leone, la navicella di incenso) i segni dello Zodiaco e i quattro elementi (Aria, Acqua, Fuoco e Terra).
Insieme a Giacomo Zoboli nel 1747 compilò l'inventario della raccolta Sacchetti acquistata da papa Benedetto XIV per formare il nucleo iniziale della nascente Pinacoteca Capitolina.
La Galleria del cardinale Silvio Valenti Gonzaga fu un dipinto commissionato a Panini nel 1749. 
Il conte Étienne François de Choiseul, ambasciatore di Francia presso il Papa, commissionò a Panini questi dipinti: Galleria di vedute di Roma antica, Galleria di vedute di Roma moderna, Piazza San Pietro e Interno della Basilica di San Pietro. Pannini dipinse questi quadri tra il 1753 e il 1757. 
Grazie a molte di queste opere divenne uno dei più citati esponenti della metapittura.
Fu nominato Principe dell'Accademia di San Luca nel 1755.
Fu padre dell'architetto Giuseppe Pannini.

## Galleria d'immagini

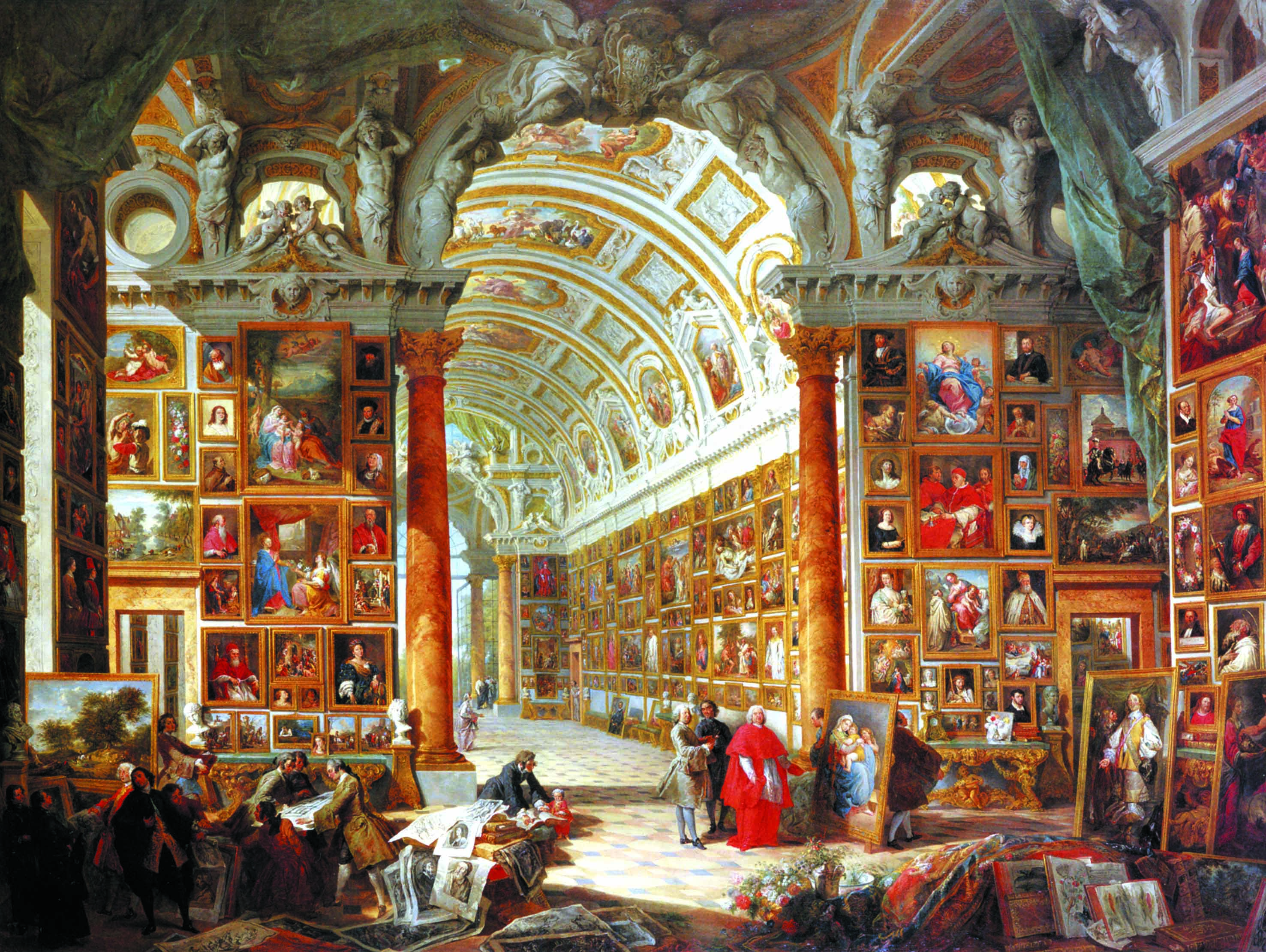
Galleria del cardinale Silvio Valenti Gonzaga (1749)
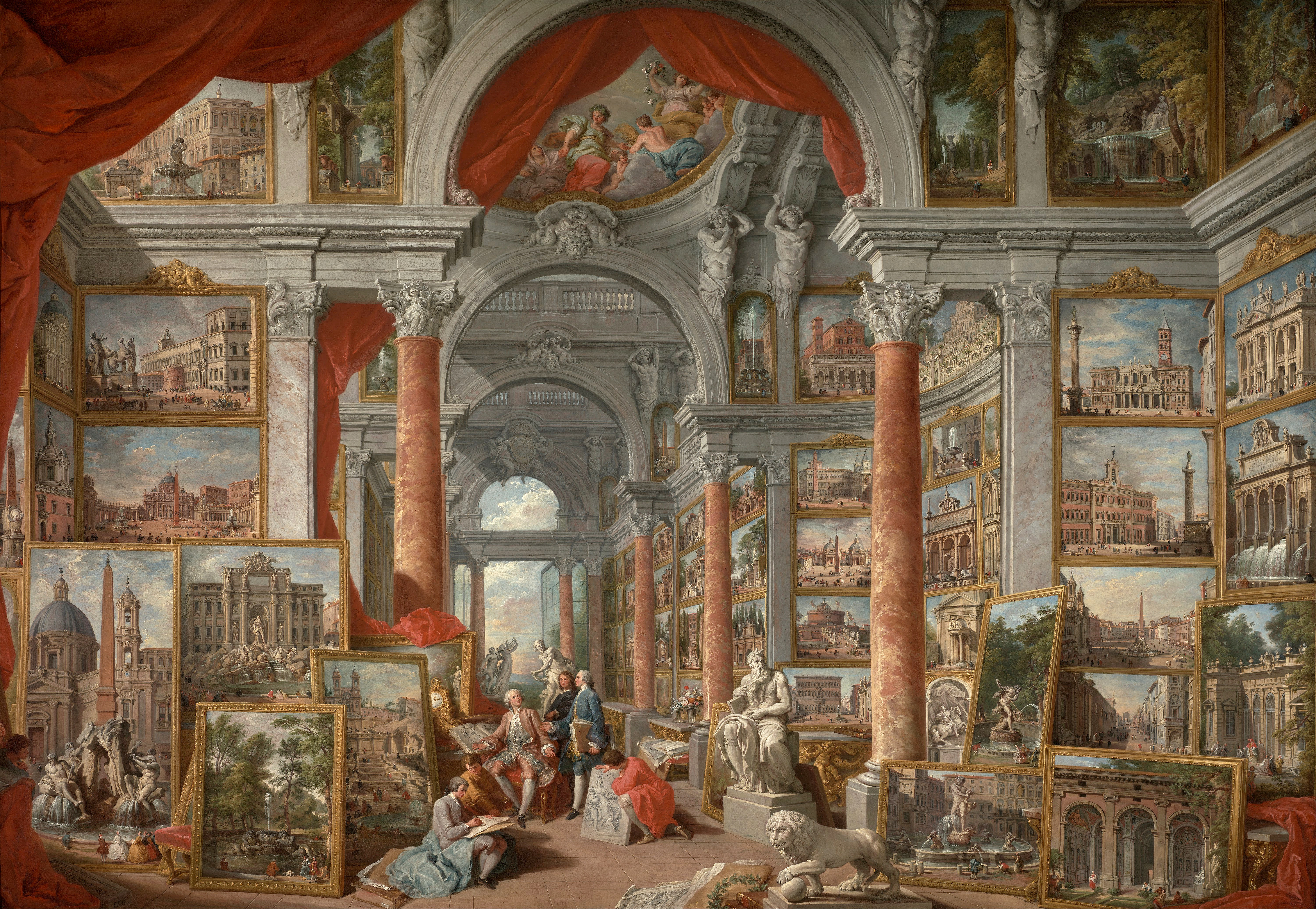
Galleria di vedute di Roma moderna (1757 circa)
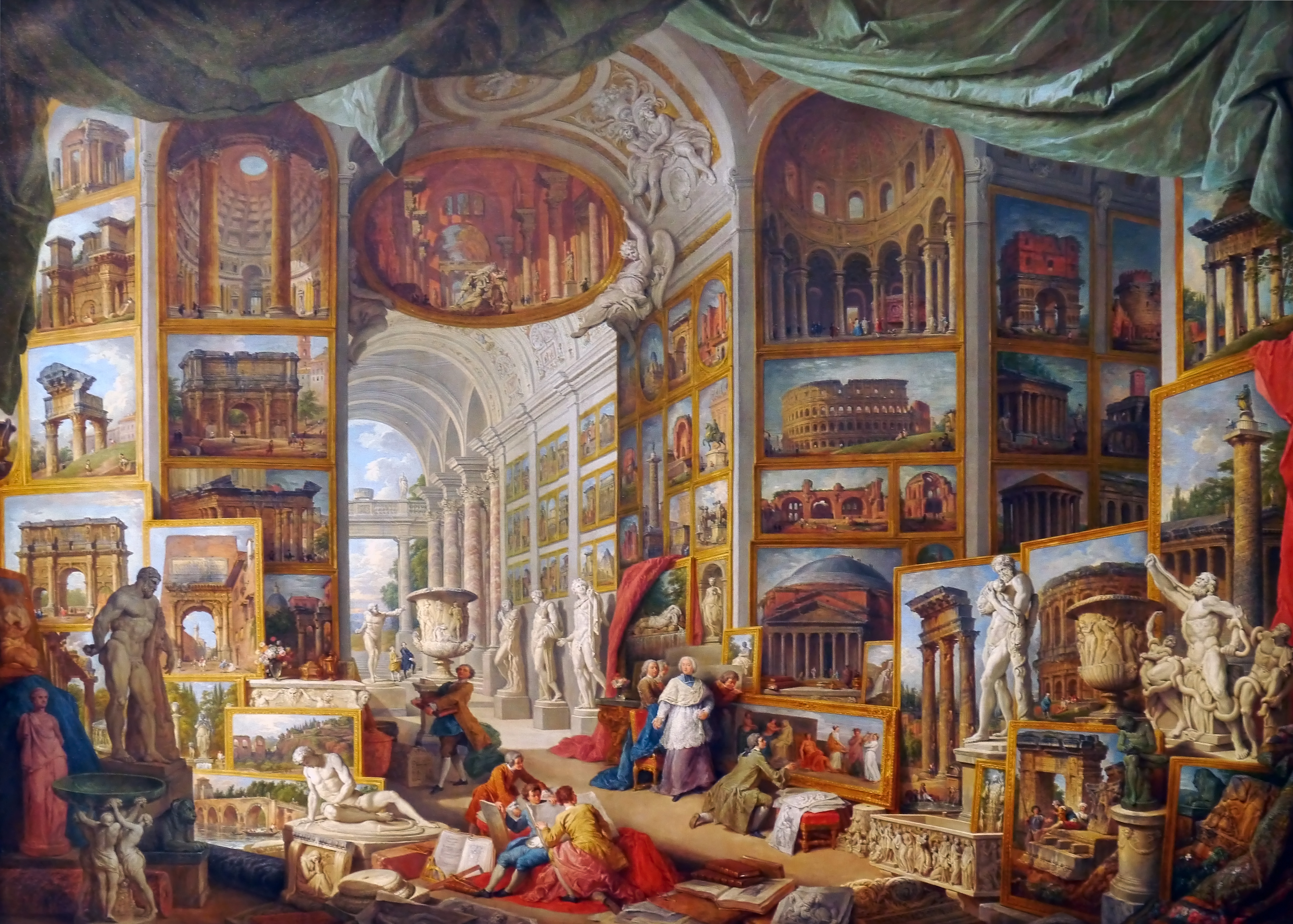
Galleria di vedute di Roma antica (1758)
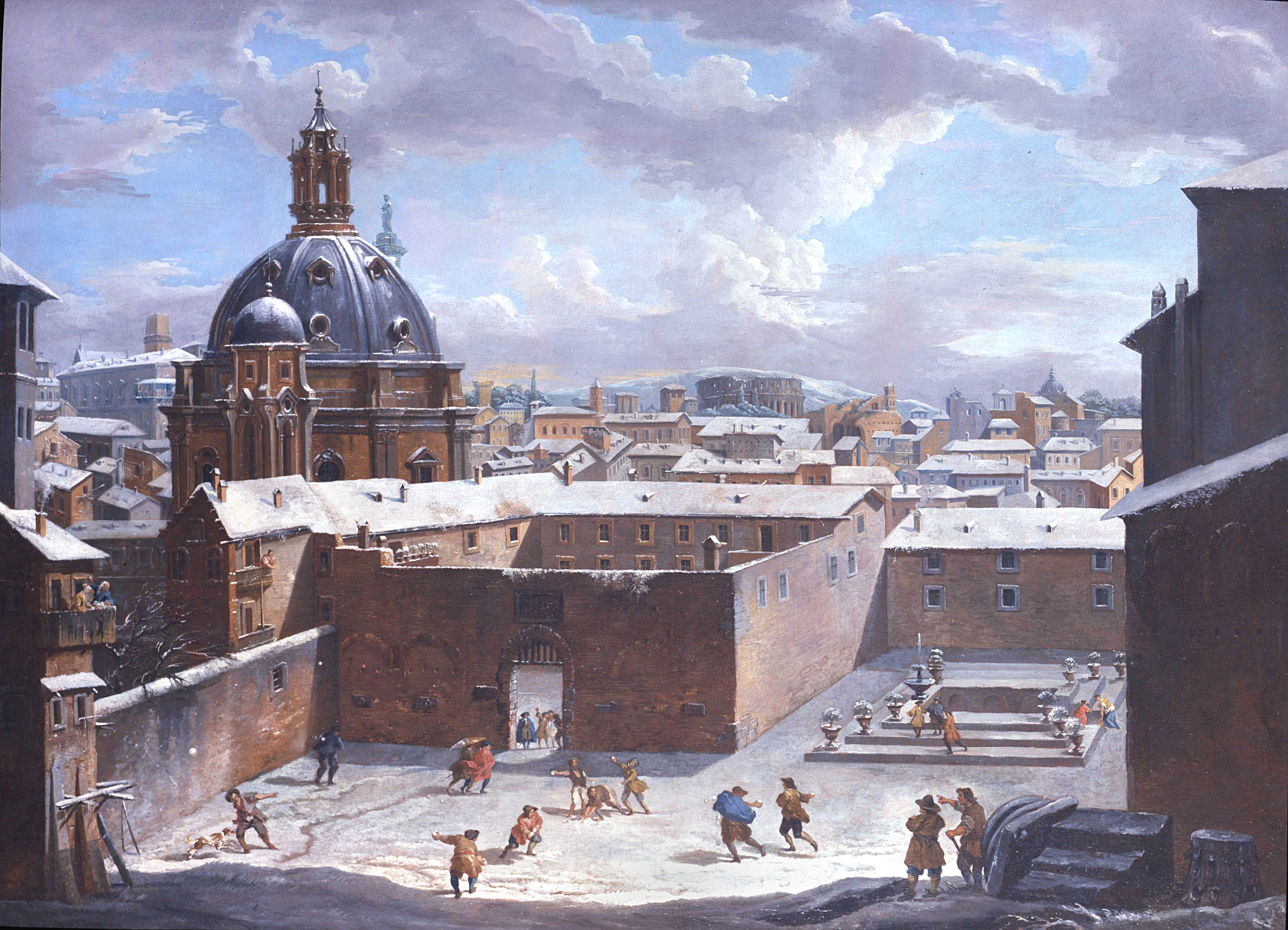
Veduta di Roma innevata (1730)
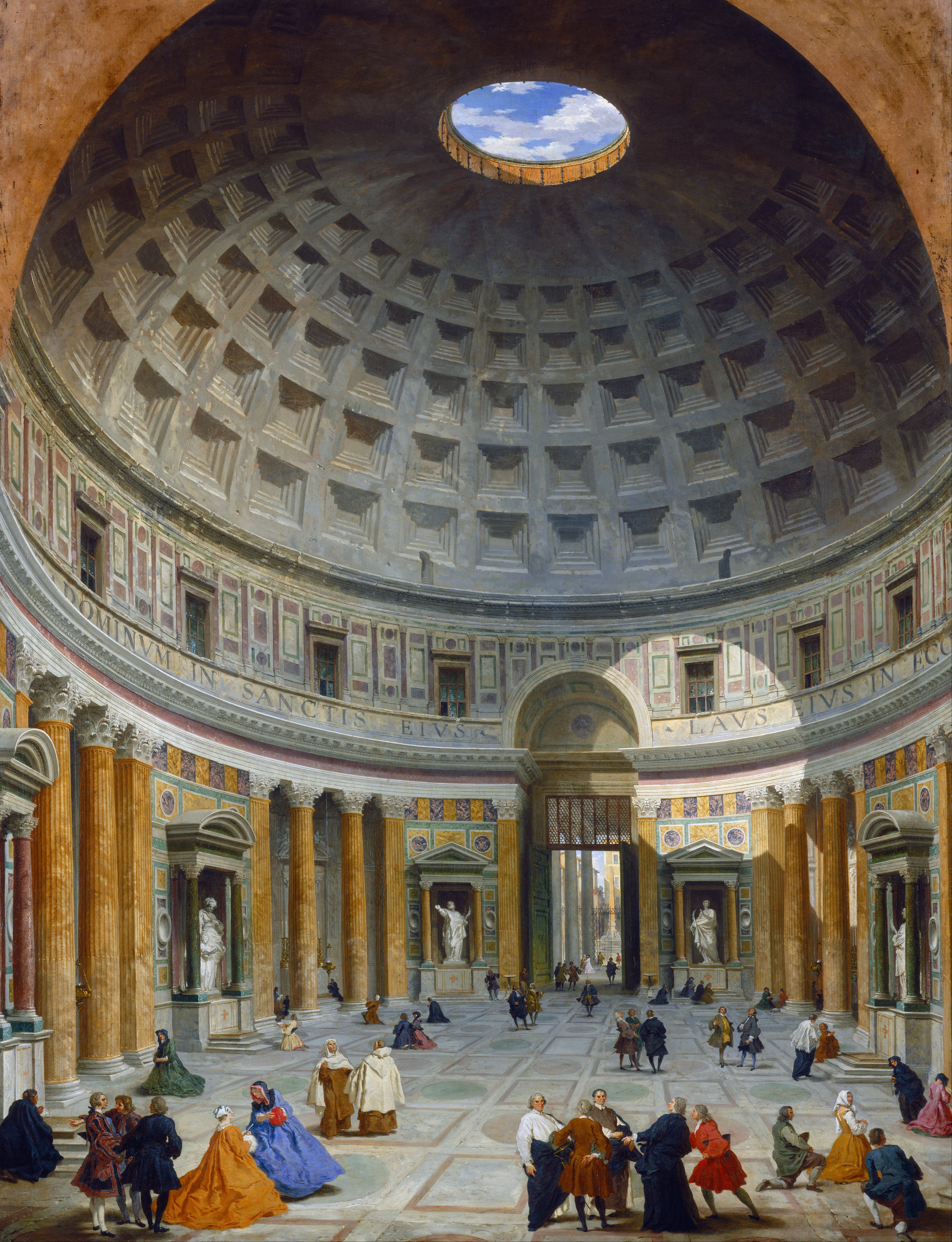
Interno del Pantheon (anni '40 del Settecento)
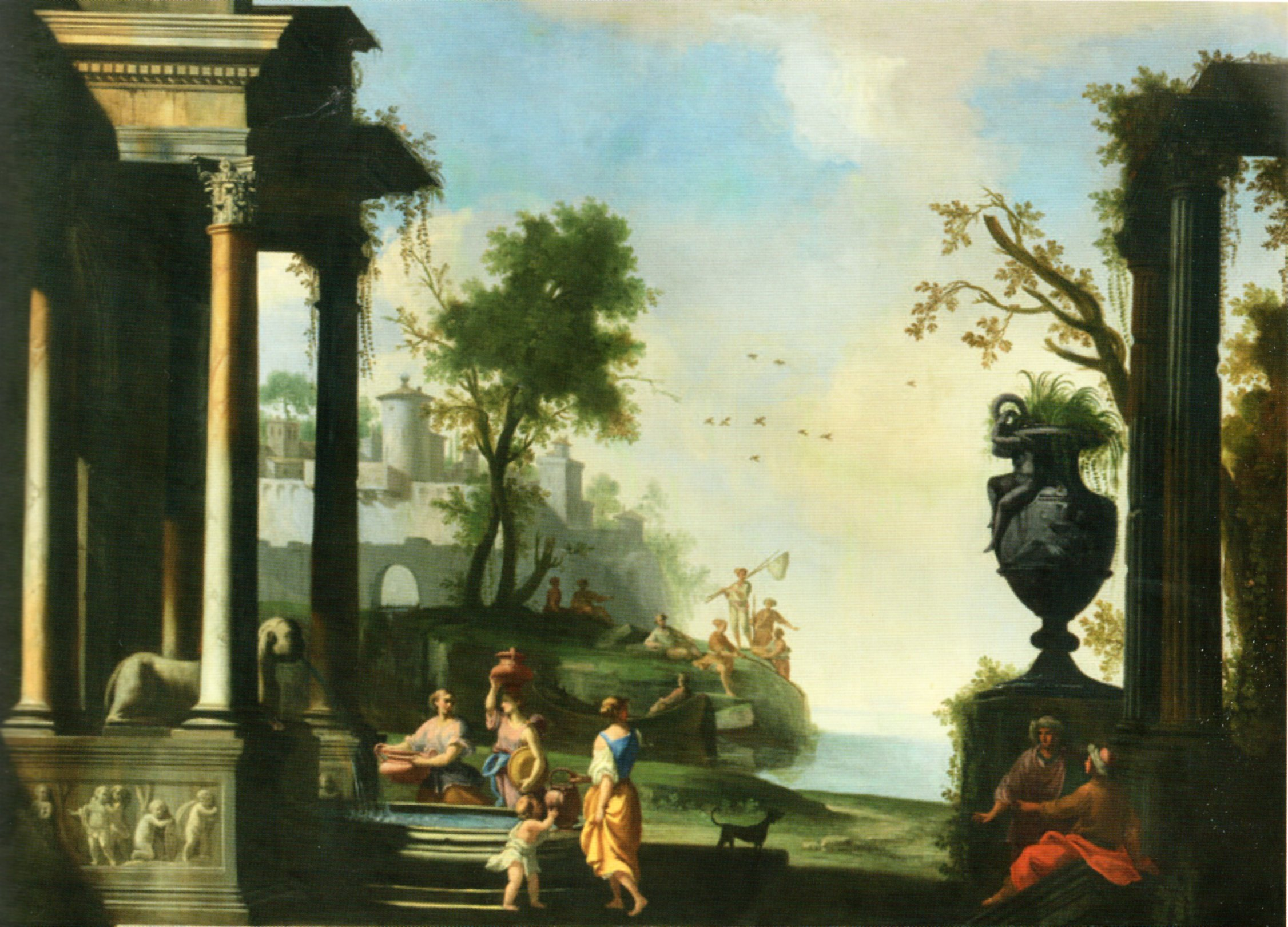
Paesaggio con architetture e figure

## Opere
- Carlo di Borbone in visita alla basilica di San Pietro, Museo nazionale di Capodimonte, Napoli
- Carlo di Borbone visita il papa Benedetto XIV nella coffee-house del Quirinale, Museo nazionale di Capodimonte, Napoli
- Una sibilla, la piramide di Caio Cestio e il vaso Borghese, Museo diocesano, Milano
- Gara musicale tra Apollo e Marsia, giudice Re Mida, Museo diocesano, Milano
- Apollo scortica Marsia in presenza di re Mida, Museo diocesano, Milano
- L’Arco di Tito e il Foro romano, Museo diocesano, Milano